# Parque nacional Archipiélago de Juan Fernández
El Parque Nacional Archipiélago de Juan Fernández es un área natural protegida en Chile, localizada en las islas Esporádicas a 667 km del Chile continental. Con una superficie de 9.571 hectáreas, correspondientes a la isla Santa Clara, a la isla Alejandro Selkirk y la mayor parte de la isla Robinson Crusoe.

## Historia
El archipiélago fue declarado parque nacional en 1935 y declarada reserva de la biosfera en 1977 por la Unesco, debido a la gran cantidad de especies endémicas, aproximadamente 130, muchas de ellas estando en peligro de extinción, por la introducción de otras especies.

## Visitantes
Este parque recibe una cantidad reducida de visitantes chilenos y extranjeros cada año.
| Año         | 2012  | 2013  | 2014  | 2015  | 2016  | 2017  | 2018  | 2019  | 2020  | 2021  | 2022  | 2023  | 2024  |
| ----------- | ----- | ----- | ----- | ----- | ----- | ----- | ----- | ----- | ----- | ----- | ----- | ----- | ----- |
| chilenos    | 1.259 | 980   | 2.504 | 2.065 | 2.748 | 3.351 | 3.838 | 3.158 | 2.639 | 2.695 | 1.398 | 1.422 | 1.228 |
| extranjeros | 157   | 162   | 255   | 235   | 338   | 287   | 430   | 461   | 359   | 0     | 104   | 428   | 322   |
| Total       | 1.416 | 1.142 | 2.759 | 2.300 | 3.086 | 3.638 | 4.268 | 3.619 | 2.998 | 2.695 | 1.502 | 1.850 | 1.550 |

## Protección del subsuelo
El Parque Nacional Archipiélago Juan Fernández cuenta con una protección de su subsuelo como lugar de interés científico para efectos mineros, según lo establece el artículo 17 del Código de Minería. Estas labores solo pueden ser ejecutadas mediante un permiso escrito por el presidente de la República y firmado además por el ministro de Minería.
La condición de lugar de interés científico para efectos mineros fue establecida mediante Decreto Supremo N°133 de 29 de agosto de 1989 y publicado el 26 de octubre de 1989.
 que fija el polígono de protección.